# Exomalopsis mourei
Exomalopsis mourei là một loài Hymenoptera trong họ Apidae. Loài này được Michener mô tả khoa học năm 1954.